# Werner Malischke
Werner Malischke (* 7. Dezember 1961) ist ein ehemaliger deutscher Fußballspieler.

## Karriere
Malischke gehörte zum Nachwuchs von Alemannia Aachen und kam im Trikot dieses Vereins am 30. Mai 1980 bei einem 2:1-Erfolg gegen den SV Arminia Hannover zu seinem Debüt in der 2. Bundesliga Nord. Bei der Begegnung gegen den feststehenden Absteiger stand er in der Startelf seiner Mannschaft. Die darauffolgende Saison 1980/81 war von der Umstrukturierung der zweiten Bundesliga hin zu einer eingleisigen Spielklasse geprägt, wofür 12 von 22 Teams absteigen mussten. Die Aachener konnten die Klasse souverän halten, jedoch weitgehend ohne Mitwirkung des erst 19-jährigen Malischke, der lediglich in den letzten drei Saisonpartien Spielpraxis erhielt. Die anschließende Spielzeit verging für ihn völlig ohne Einsätze, wohingegen er am Ende der Saison 1982/83 nochmals für drei Partien in die Mannschaft rückte. 1983 endete seine Zeit in Aachen nach sieben bestrittenen Zweitligapartien.
Zur Spielzeit 1983/84 schloss er sich dem SV Baesweiler 09 aus der drittklassigen Oberliga Nordrhein an. Mit Baesweiler musste er zwar 1985 den Abstieg in die Viertklassigkeit hinnehmen, schloss sich daraufhin jedoch den Amateuren des Profiklubs Bayer 04 Leverkusen an. Eine mögliche Aufnahme in die Profimannschaft erreichte er allerdings nicht. 1987 wechselte er zum nur noch in der Oberliga antretenden vormaligen Bundesligisten MSV Duisburg. Er bestritt in den darauffolgenden beiden Jahren für den MSV 23 Partien und erzielte einen Treffer. Sowohl 1988 als auch 1989 wurden die Duisburger Oberligameister und 1989 wurde auch die Qualifikation für die 2. Bundesliga erreicht. 
Die Rückkehr in die zweithöchste Spielklasse vollzog sich für Malischke allerdings nicht, da er sich zur Spielzeit 1989/90 dem Oberligisten VfB Remscheid anschloss. Mit diesem stieg er 1990 ab und wechselte daraufhin zum Viertligisten Preussen Krefeld, bei dem er ebenfalls nur für eine Saison unter Vertrag stand. Von 1991 bis 1994 spielte er beim ebenfalls in der viertklassigen Verbandsliga antretenden SV Wermelskirchen. Zuletzt trug er das Trikot des SSV Dhünn und ab dem Sommer 2000 das der TG Hilgen. Bei dem ebenso wie seine bisherigen Stationen im Rheinland beheimateten Verein übernahm er anschließend das Traineramt, bis der Vertrag 2003 überraschend nicht verlängert wurde. Dem Bezirksligisten BV Burscheid blieb er als Trainer von 2006 bis 2013 treu. Zur Saison 2015/16 übernahm er den SV Altenberg 1948.